# Alphonsus de Guimaraens

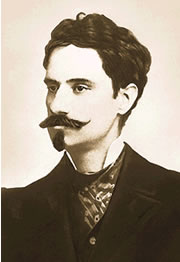
Alphonsus de Guimaraens.

Afonso Henrique da Costa Guimarães, conocido como Alphonsus de Guimaraens (Ouro Preto, Minas Gerais, Brasil; 24 de julio de 1870-Mariana, Minas Gerais, Brasil; 15 de julio de 1921), escritor brasileño.
Escribió sobre todo poesía y se le considera uno de los principales simbolistas de su país. 

## Obras
- Dona Mística
- Kiriale
- Câmara ardente
- Pastoral aos crentes do amor e da morte
- Setenário das dores de Nossa Senhora
- Nova primavera
- Escada de Jacó
- Pauvre Lyre (en francés)

- Datos: Q981463
- Multimedia: Alphonsus de Guimaraens / Q981463